# لويس هيو
لويس هيو (بالإنجليزية: Lewis Vaughan)‏ (19 ديسمبر 1995 بإدنبرة في المملكة المتحدة - ) هو لاعب كرة قدم بريطاني في مركز الوسط. لعب مع ريث روفرز.

## وصلات خارجية
- لويس هيو على موقع قاعدة بيانات كرة القدم.إي يو (الإنجليزية)
- لويس هيو على موقع Soccerbase.com (لاعب) (الإنجليزية)